# Río Lagares
El río Lagares, también llamado río Gandariña y antiguamente río Sárdoma, es un río del noroeste de la península ibérica que discurre por Vigo, en la provincia de Pontevedra, Galicia, España.

## Curso
El río Lagares es el principal curso fluvial del municipio de Vigo. Su nacimiento se produce en la laguna del Mol entre el lugar de la La Retorta en la parroquia de Cabral, dentro de las instalaciones del Real Aero Club, formando su fuente un pequeño estanque desde el que se inicia su curso. Se extiende por todo el sur del término municipal, de este a oeste, atravesando las parroquias de Santa Clara, Lavadores, Sárdoma, Santa Lucía de la Salgueira, Freixeiro, La Florida, Balaídos,  Comesaña, Navia y Corujo hasta su desembocadura en la ría de Vigo en el extremo sur de la populosa playa de Samil, donde forma una gran zona de marismas.
Sus últimos siete quilómetros están recorridos por un parque-paseo de 40.000 metros cuadrados que se prolonga desde la zona industrial de la avenida de Madrid, hasta las marismas de la zona de A Carrasqueira, parroquia de Corujo.
Sus afluentes son por la izquierda el Eifonso a la altura de Sárdoma, y el Barxa por la zona de Castrelos.

## Patrimonio
El puente medieval de Sárdoma es uno de los puentes viejos que cruzan el río. Dejando atrás el Parque de Castrelos, el lecho del río fue desviado en los años 70 para la urbanización de la ciudad, dejando de pasar bajo el puente medieval de Castrelos. El curso del río continúa bajo el Estadio de Balaídos, campo del Real Club Celta de Vigo, para rematar acompañado de un paseo fluvial antes de la desembocadura en la playa de Samil, donde forma un pequeño estuario.